# Fußball-Ozeanienmeisterschaft 2024
Die Fußball-Ozeanienmeisterschaft 2024 (offiziell 2024 OFC Nations Cup) war die elfte Ausspielung der ozeanischen Kontinentalmeisterschaft im Fußball und fand vom 15. Juni bis zum 30. Juni 2024 in Fidschi und Vanuatu statt. Sieger wurde zum sechsten Mal Neuseeland, das sich im Finale mit 3:0 gegen Vanuatu durchsetzte.

## Spielorte
Die Spiele wurden in Port Vila im Freshwater Stadium und im HFC Bank Stadium in Suva ausgetragen.
| Suva |

| Port Vila |

| Suva |

| Port Vila |

## Modus

### Qualifikation
| Pl. | Land       | Sp. | S | U | N | Tore    | Diff. | Punkte |
| --- | ---------- | --- | - | - | - | ------- | ----- | ------ |
| 1.  | Samoa      | 2   | 2 | 0 | 0 | 005:100 | +4    | 06     |
| 2.  | Cookinseln | 2   | 1 | 0 | 1 | 001:100 | ±0    | 03     |
| 3.  | Tonga      | 2   | 0 | 0 | 2 | 001:500 | −4    | 0      |

An der Qualifikationsrunde nahmen die drei leistungsschwächeren Teams Ozeaniens, die Cookinseln, Samoa und Tonga teil. Die Qualifikation für die Ozeanienmeisterschaft fand vom 20. bis 26. März 2024 im Teufaiva Sport Stadium in Nukuʻalofa, Tonga statt.
|                                                        |   |            |           |
| Mi., 20. März 2024 um 14:00 Uhr (UTC+13) in Nukuʻalofa |   |            |           |
| Tonga                                                  | – | Samoa      | 1:4 (0:1) |
| Sa., 23. März 2024 um 11:00 Uhr (UTC+13) in Nukuʻalofa |   |            |           |
| Samoa                                                  | – | Cookinseln | 1:0 (0:0) |
| Di., 26. März 2024 um 14:00 Uhr (UTC+13) in Nukuʻalofa |   |            |           |
| Cookinseln                                             | – | Tonga      | 1:0 (1:0) |

### Teilnehmer

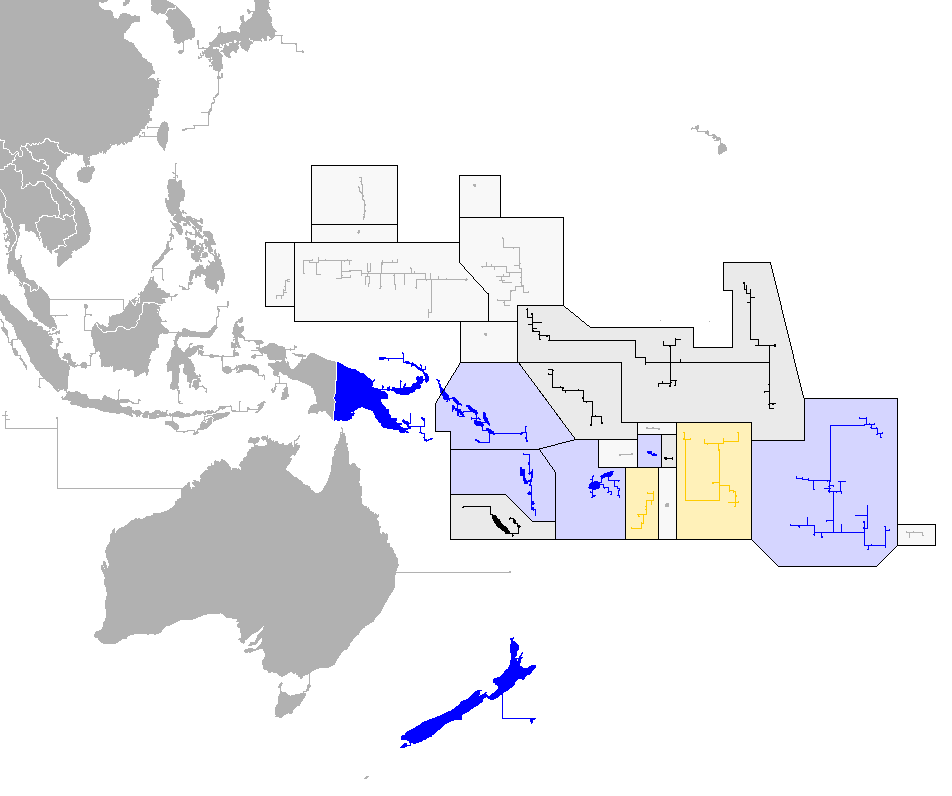
Ozeanienkarte zu den qualifizierten Nationen:
qualifiziert
nicht qualifiziert
Teilnahme zurückgezogen
kein OFC-Mitglied

Die folgenden 7 Mannschaften nahmen am Endrunden-Turnier teil:
| Nation          | Qualifiziert als           | Qualifiziert am  | FIFA-Rang | Endrundenteilnahmen | Endrundenteilnahmen |
| Nation          | Qualifiziert als           | Qualifiziert am  | FIFA-Rang | Anzahl              | zuletzt             |
| --------------- | -------------------------- | ---------------- | --------- | ------------------- | ------------------- |
| Vanuatu         | Gastgeber                  | 1. Dezember 2023 | 172       | 09                  | 2016                |
| Fidschi         | Gastgeber                  | 24. Januar 2024  | 168       | 08                  | 2016                |
| Neuseeland      | Automatische Qualifikation | 24. Januar 2024  | 104       | 10                  | 2016                |
| Papua-Neuguinea | Automatische Qualifikation | 24. Januar 2024  | 166       | 04                  | 2016                |
| Salomonen       | Automatische Qualifikation | 24. Januar 2024  | 132       | 07                  | 2016                |
| Tahiti          | Automatische Qualifikation | 24. Januar 2024  | 162       | 09                  | 2016                |
| Samoa           | Sieger der Qualifikation   | 23. März 2024    | 181       | 02                  | 2016                |

Anmerkungen
1. ↑  Stand: 4. April 2024
2. ↑  Fußball-Ozeanienmeisterschaft 2024 nicht inbegriffen
3. ↑  einschließlich zwei Teilnahmen als Neue Hebriden

Für das Turnier waren mit Fidschi, Neukaledonien, Neuseeland, Papua-Neuguinea, den Salomonen, Tahiti und Vanuatu sieben Teams gesetzt. Der achte Startplatz wurde an den Sieger einer Qualifikationsrunde vergeben.
Die Qualifikation für die Ozeanienmeisterschaft fand vom 20. bis 26. März 2024 in Tonga statt. Gespielt wurde in zwei Gruppen à vier Teams. Die jeweiligen Gruppenersten und -zweiten kamen in das Halbfinale. Am 5. Juni 2024 hatte Neukaledonien seine Teilnahme aufgrund der anhaltenden Unruhen zurückgezogen.

## Vorrunde

### Gruppe A
| Pl. | Land       | Sp. | S | U | N | Tore    | Diff. | Punkte |
| --- | ---------- | --- | - | - | - | ------- | ----- | ------ |
| 1.  | Neuseeland | 2   | 2 | 0 | 0 | 007:000 | +7    | 06     |
| 2.  | Vanuatu    | 2   | 1 | 0 | 1 | 001:400 | −3    | 03     |
| 3.  | Salomonen  | 2   | 0 | 0 | 2 | 000:400 | −4    | 0      |

|                                                       |   |            |           |
| Sa., 15. Juni 2024 um 15:00 Uhr (UTC+11) in Port Vila |   |            |           |
| Salomonen                                             | – | Vanuatu    | 0:1 (0:0) |
| Di., 18. Juni 2024 um 15:00 Uhr (UTC+11) in Port Vila |   |            |           |
| Neuseeland                                            | – | Salomonen  | 3:0 (3:0) |
| Fr., 21. Juni 2024 um 14:00 Uhr (UTC+11) in Port Vila |   |            |           |
| Vanuatu                                               | – | Neuseeland | 0:4 (0:2) |

### Gruppe B
| Pl. | Land            | Sp. | S | U | N | Tore    | Diff. | Punkte |
| --- | --------------- | --- | - | - | - | ------- | ----- | ------ |
| 1.  | Fidschi         | 3   | 3 | 0 | 0 | 015:200 | +13   | 09     |
| 2.  | Tahiti          | 3   | 1 | 1 | 1 | 003:200 | +1    | 04     |
| 3.  | Papua-Neuguinea | 3   | 1 | 1 | 1 | 004:700 | −3    | 04     |
| 4.  | Samoa           | 3   | 0 | 0 | 3 | 002:130 | −11   | 0      |

|                                                  |   |                 |           |
| So., 16. Juni 2024 um 13:00 Uhr (UTC+12) in Suva |   |                 |           |
| Tahiti                                           | – | Samoa           | 2:0 (2:0) |
| So., 16. Juni 2024 um 16:00 Uhr (UTC+12) in Suva |   |                 |           |
| Papua-Neuguinea                                  | – | Fidschi         | 1:5 (0:2) |
| Mi., 19. Juni 2024 um 16:00 Uhr (UTC+12) in Suva |   |                 |           |
| Papua-Neuguinea                                  | – | Tahiti          | 1:1 (1:1) |
| Mi., 19. Juni 2024 um 19:00 Uhr (UTC+12) in Suva |   |                 |           |
| Samoa                                            | – | Fidschi         | 1:9 (0:3) |
| Sa., 22. Juni 2024 um 16:00 Uhr (UTC+12) in Suva |   |                 |           |
| Samoa                                            | – | Papua-Neuguinea | 1:2 (0:1) |
| Sa., 22. Juni 2024 um 19:00 Uhr (UTC+12) in Suva |   |                 |           |
| Fidschi                                          | – | Tahiti          | 1:0 (1:0) |

## Finalrunde
In der Finalrunde kamen jeweils die Sieger und Tabellenzweiten weiter. Ein „Kleines Finale“ um Platz 3 wie bei den Weltmeisterschaften fand ebenfalls statt.
| Halbfinale 27. Juni | Halbfinale 27. Juni | Halbfinale 27. Juni |                  |            | Finale 30. Juni | Finale 30. Juni | Finale 30. Juni |
|                     |                     |                     |                  |            |                 |                 |                 |
| A1                  | Neuseeland          | 5                   |                  |            |                 |                 |                 |
| B2                  | Tahiti              | 0                   |                  |            | Finale          | Finale          | Finale          |
|                     |                     |                     | A1               | Neuseeland | 3               |                 |                 |
|                     |                     |                     |                  | A2         | Vanuatu         | 0               |                 |
| B1                  | Fidschi             | 1                   |                  |            |                 |                 |                 |
| A2                  | Vanuatu             | 2                   |                  |            |                 |                 |                 |
|                     |                     |                     | Spiel um Platz 3 |            |                 |                 |                 |
|                     |                     |                     | B2               | Tahiti     | 2               |                 |                 |
| B1                  | Fidschi             | 1                   |                  |            |                 |                 |                 |
|                     |                     |                     |                  |            |                 |                 |                 |

### Halbfinale
|                                                       |   |         |           |
| Do., 27. Juni 2024 um 11:00 Uhr (UTC+11) in Port Vila |   |         |           |
| Neuseeland                                            | – | Tahiti  | 5:0 (3:0) |
| Do., 27. Juni 2024 um 15:00 Uhr (UTC+11) in Port Vila |   |         |           |
| Fidschi                                               | – | Vanuatu | 1:2 (0:1) |

### Spiel um Platz 3
|                                                       |   |         |           |
| So., 30. Juni 2024 um 11:00 Uhr (UTC+11) in Port Vila |   |         |           |
| Tahiti                                                | – | Fidschi | 2:1 (0:0) |

### Finale
| Neuseeland                                                                 | Neuseeland | Vanuatu | Vanuatu |
| -------------------------------------------------------------------------- | --- | --- | ------- |
| Neuseeland                                                                 | \| Finale \| \| So., 30. Juni 2024 um 15:00 Uhr (UTC+11) in Port Vila (Freshwater Stadium) \| \| Ergebnis: 3:0 (1:0) \| \| Zuschauer: 10.000 \| \| Schiedsrichter: Ben Ariel Aukwai ( Salomonen) \| \| Spielbericht \|                                                                          | \| Finale \| \| So., 30. Juni 2024 um 15:00 Uhr (UTC+11) in Port Vila (Freshwater Stadium) \| \| Ergebnis: 3:0 (1:0) \| \| Zuschauer: 10.000 \| \| Schiedsrichter: Ben Ariel Aukwai ( Salomonen) \| \| Spielbericht \|                                                                                    | Vanuatu |
| Neuseeland                                                                 | Max Crocombe – Sam Sutton (73. Tommy Smith), Finn Surman, Tyler Bindon (88. Lukas Kelly-Heald), Liberato Cacace – Alex Rufer, Cameron Howieson, Kosta Barbarouses, Elijah Just (82. Alex Greive), Ben Old (88. Max Mata) – Ben Waine (73. Jesse Randall) Cheftrainer: Darren Bazeley ( England) | James Iamar – Timothy Boulet, Jason Thomas, Brian Kaltak , Jeffrey Tasso (65. Kerry Iawak) – Johnathan Spokeyjack, John Alick (80. Alick Worworbu), Jared Clark (80. Claude Aru), Godine Tenene – John Wohale (80. Joe Moses), Alex Saniel (65. Kensi Tangis) Cheftrainer: Juliano Schmeling ( Brasilien) | Vanuatu |
| Neuseeland                                                                 | 1:0 Howieson (2.) 2:0 Randall (83.) 3:0 Mata (90.+3') | | Vanuatu |
| Neuseeland                                                                 | Bindon (78.) | Boulet (8.), Wohale (37.), Clark (63.) | Vanuatu |
| Neuseeland                                                                 | Boulet (75.) | | Vanuatu |
| Neuseeland                                                                 | Spieler des Spiels: Liberato Cacace (Neuseeland) | | Vanuatu |
| Finale                                                                     | | |         |
| So., 30. Juni 2024 um 15:00 Uhr (UTC+11) in Port Vila (Freshwater Stadium) | | |         |
| Ergebnis: 3:0 (1:0)                                                        | | |         |
| Zuschauer: 10.000                                                          | | |         |
| Schiedsrichter: Ben Ariel Aukwai ( Salomonen)                              | | |         |
| Spielbericht                                                               | | |         |

## Schiedsrichter
Hauptschiedsrichter
- Veer Singh
- Calvin Berg
- Campbell-Kirk Kawana-Waugh
- David Yareboinen
- Ben Aukwai
- Shama Maemae
- Teremoana Roihau

Schiedsrichterassistenten
- Avinesh Narayan
- Mark Rule
- Isaac Trevis
- Malaetala Salanoa
- Natalia Lumukana
- Bernard Mutukera
- Jeffery Solodia
- Vaihina Teura
- Folio Moeaki
- Jeremy Garae

## Beste Torschützen
| Rang | Spieler           | Tore |
| ---- | ----------------- | ---- |
| 1    | Roy Krishna       | 5    |
| 2    | Ben Waine         | 4    |
| 3    | Kosta Barbarouses | 3    |
|      | Thomas Dunn       | 3    |
|      | Teaonui Tehau     | 3    |

Weitere 6 Spieler mit je zwei, 14 Spieler mit je einem Tor und 2 Eigentore.